# Myrcia schottiana
Myrcia schottiana är en myrtenväxtart som beskrevs av Otto Karl Berg. Myrcia schottiana ingår i släktet Myrcia och familjen myrtenväxter. Inga underarter finns listade i Catalogue of Life.